# ريكاردو بيرزويني
ريكاردو بيرزويني (مولود في 10 فبراير 1960، جويز دي فورا) كان رئيس حزب العمال البرازيلي من 2005 إلى 2010. شغل منصب وزير الضمان الاجتماعي.
من 1 يناير 2015 إلى 2 أكتوبر 2015 شغل منصب وزير الاتصالات.